# André Meyer (hokej na travi)
André Meyer (1919.) je bivši francuski hokejaš na travi. 
Na hokejaškom turniru na Olimpijskim igrama 1948. u Londonu je igrao za Francusku, koja je ispala u 1. krugu. Francuska je osvojila 4. mjesto u skupini "C". Na završnoj ljestvici je dijelila 5. – 13. mjesto.
Na hokejaškom turniru na Olimpijskim igrama 1952. u Helsinkiju je igrao za Francusku, koja je ispala u četvrtzavršnici. 

## Vanjske poveznice
- Profil na Sports Reference.com  Arhivirana inačica izvorne stranice od 27. siječnja 2012. (Wayback Machine)